# Гиероним Сиракузский
Гиероним (др.-греч. Ἱερώνυμος; 231 год до н. э., Сиракузы — 214 год до н. э., Леонтины) — последний царь Сиракуз, правивший в 215—214 годах до н. э., сын Гелона II и внук Гиерона II. Стал царём после смерти деда в возрасте пятнадцати лет и находился под фактической опекой сначала регентского совета, а потом своего дяди Андранодора. Вступил во Вторую Пуническую войну на стороне Карфагена, рассчитывая объединить под своей властью всю Сицилию. Столкнулся с оппозицией и был убит заговорщиками после тринадцати месяцев правления. Писатели последующих эпох создали малопривлекательный образ Гиеронима, который, возможно, связан в первую очередь не с личными особенностями последнего царя Сиракуз, а с его выступлением против Рима.

## Происхождение
Гиероним был старшим сыном Гелона II, умершего ещё при жизни своего отца и старшего соправителя Гиерона II. Последний возводил свою родословную к Гиерону I из династии Диноменидов, тирану Сиракуз, жившему в V веке до н. э. Матерью Гиеронима была Нереида, дочь или внучка Пирра и последняя представительница эпирского царского дома. По линии своей бабки Филистиды Гиероним был потомком Лептина, одного из братьев Дионисия Старшего. У него было несколько младших братьев, имена которых источники не называют, и сестра Гармония.
Известно, что в родстве с царским домом Сиракуз был учёный Архимед.

## Правление
Царство
Власть Гиерона, а вслед за ним и Гиеронима распространялась только на юго-восточную часть Сицилии. Помимо Сиракуз, это были города Акрей, Неетон, Леонтины, Гелор и Мегара Гиблейская; при этом Сиракузы считались столицей, но не занимали особое положение внутри царства. Всю остальную территорию острова занимала римская провинция, которой традиционно управлял один из преторов республики. В историографии в этом видят одну из основных причин союза Сиракуз с Карфагеном, заключённого при Гиерониме: сохранение дружбы с Римом делало невозможным какое-либо расширение сиракузской державы.
Окружение царя
Гиероним наследовал деду, когда ему было пятнадцать лет (215 год до н. э.). Согласно Ливию, Гиерон перед смертью думал о восстановлении в Сиракузах демократии, «чтобы государство, созданное и окрепшее в добрых нравах, не погибло, став игрушкой для владыки-мальчика», но поддался уговорам своих дочерей Демараты и Гераклеи, которые рассчитывали вместе со своими мужьями Адранодором и Зоиппом контролировать малолетнего племянника.
Согласно завещанию Гиерона, юному царю были назначены пятнадцать опекунов. Они представили Гиеронима народному собранию Сиракуз, от которого было получено формальное одобрение начала нового царствования. Один из опекунов, пользовавшийся наибольшим доверием Гиеронима Андранодор, вскоре добился роспуска регентского совета, сославшись на то, что царь уже достиг совершеннолетия. С этого момента реальное влияние принадлежало Адранодору, Зоиппу и ещё одному придворному — Фрасону. Борьба за власть проходила в тесной связи с внешними событиями: традиционный союзник Гиерона Рим терпел серьёзные поражения от Карфагена во Второй Пунической войне. В этой ситуации Фрасон выступал за сохранение союза с Римом, а царские родственники — за вступление в войну на стороне Карфагена. Фрасон был обвинён в заговоре с целью убийства царя и казнён; Афиней пишет, что виновником казни стал парасит Гиеронима Сосий. Позже Зоипп был отослан вместе с младшими братьями Гиеронима в Александрию, так что Адранодор стал единственным советником при своём племяннике.
Переговоры с Карфагеном и Римом
Следствием казни Фрасона стала окончательная компрометация идеи союза с Римом в глазах Гиеронима. Царь направил посольство к Ганнибалу, которое встретило прекрасный приём и получило много обещаний. Послы Ганнибала прибыли в Сиракузы и там заключили союз, а двое из них, полу-сиракузяне по крови Гиппократ и Эпикид, остались при дворе Гиеронима как фактические агенты Ганнибала. Претор Римской Сицилии Аппий Клавдий Пульхр, узнав об этих переговорах, отправил к царю послов, но те были встречены очень недружелюбно. Согласно Полибию, Гиероним сказал, «что ему жалко римлян, к стыду своему позорно униженных карфагенянами в битвах, которые происходили в Италии», и напомнил об одном эпизоде накануне смерти Гиерона, когда римский флот из пятидесяти кораблей направился к Сиракузам и доплыл до мыса Пахин, но потом повернул назад в Лилибей. Царь заявил, что хочет перенести свои надежды на карфагенян ради сохранения царства. Эти слова означали открытый разрыв.
Затем Гиероним отправил послов в Карфаген, где был подписан договор о союзе. В результате войны царь должен был получить территорию до реки Гимера, то есть почти половину Сицилии; позже Гиероним потребовал, чтобы ему был передан весь остров, и его новый союзник согласился на это. Тогда претор прислал в Сиракузы ещё одно посольство. Услышав в своём совете разные мнения о том, что сказать послам Рима, царь выдвинул заведомо неприемлемые требования: он заявил о готовности сохранять старый союз, если римляне передадут ему земли до Гимеры и вернут всё, что получили от Гиерона. После этого началась открытая подготовка к войне.
Гибель
Летом 214 года до н. э. Гиероним начал военные действия. Двухтысячный корпус под командованием Гиппократа и Эпикида двинулся освобождать соседние города от римских гарнизонов, а сам царь с 15-тысячным войском занял Леонтины — один из крупнейших городов внутренней части Сицилии. Однако участники заговора, за причастность к которому был казнён Фрасон, по-прежнему были не только на свободе, но и в окружении царя. Они организовали покушение на Гиеронима во время его пребывания в Леонтинах. Когда царь спускался к агоре по узкой улице, один из его телохранителей в условленном месте задержал свиту, нагнувшись, якобы чтобы поправить обувь, а другие заговорщики, ждавшие рядом в одном из домов, набросились на Гиеронима и нанесли ему несколько ран. Царь умер на месте.
Солдаты леонтинской армии сначала хотели расправиться с цареубийцами, но после того, как им пообещали щедрые раздачи и новых командиров и рассказали о злоупотреблениях убитого своей властью, их настроение настолько поменялось, что тело Гиеронима даже бросили непогребённым. В ходе дальнейшей внутренней борьбы погибли все остальные члены царской семьи (кроме отосланных в Александрию), а Сиракузы всё же выступили против Рима и были взяты армией Марка Клавдия Марцелла, после чего стали частью провинции Сицилия.

## Оценки
В ряде источников Гиероним изображается как человек жестокий и порочный. Ливий называет его «мальчиком, которому не под силу было умеренно пользоваться даже своей свободой, а не то что властью». «Своими пороками он заставлял тосковать по деду»: юный царь предался роскоши, окружил себя вооружённой свитой, иногда даже выезжал из дворца на четвёрке белых коней, подобно Дионисию Старшему; обращался он со всеми крайне высокомерно. Доступ к нему был затруднён даже самым близким людям.
Подчёркивалась и жестокость Гиеронима. Ливий называет её бесчеловечной и говорит даже, что некоторые опекуны царя из страха перед возможными пытками покончили с собой. Батон Синопский написал отдельное сочинение «О тирании Гиеронима», где описал заглавного героя с риторическими преувеличениями как тирана, человека жестокого и в то же время ничтожного; в частности, он утверждает, что влияние на Гиеронима имели его параситы и что царь носил диадемы и порфирные одежды подобно Дионисию Старшему.

В результате молодости, захваченный компанией подхалимов, составивших его двор, он скатился к расточительной жизни, распутству и деспотической жестокости. Он совершал насилие над женщинами, предавал смерти друзей, говоривших откровенно, бесцеремонно конфисковал многие имения и отдал их тем, кто заслужил его благосклонность.
— Диодор Сицилийский. Историческая библиотека XXVI, 15, 1.
Полибий упоминает авторов, которые, рассказывая о последнем царе Сиракуз, «в высокопарных выражениях рисуют его жестокий нрав и его злодеяния, …как будто ни Фаларид, ни Аполлодор и вообще ни один тиран не был жестокосерднее Гиеронима».
Тот же Полибий счёл необходимым напомнить в защиту Гиеронима, что тот стал царём в детском возрасте и правил всего тринадцать месяцев. «Возможно, что за это время один-другой человек и был подвергнут им пытке, что был умерщвлён кое-кто из друзей его или иных сиракузян, но невероятны ни чрезвычайные беззакония, ни неслыханное нечестие его». При этом Полибий всё же называет царя «от природы неустойчивым», безрассудным и глупым. Вероятно, Гиероним в изображении ряда античных писателей стал одним из олицетворений тирании, и поэтому ему были приписаны все пороки тирана, а в дальнейшем этот образ был использован и дополнен римскими историками, противопоставившими добродетельному Гиерону, союзнику Рима, порочного Гиеронима, изменившего этому союзу.
В историографии получили распространение отрицательные оценки Гиеронима. Так, Т. Моммзен утверждал, что Вторая Пуническая война охватила Сицилию «главным образом из-за ребяческого тщеславия безрассудного Иеронима»; советский историк С. Ковалёв назвал царя «упрямым и легкомысленным юношей». В ряде исследований более позднего времени звучат другие оценки: объективные суждения о личности Гиеронима признаны невозможными, внешняя политика Гиеронима рассматривается как логичное продолжение деятельности его отца (высказывалось даже предположение, что и Гиерон втайне сочувствовал и содействовал карфагенянам), осуществлявшееся в интересах существенной части сиракузской общины, которая и после гибели царя активно боролась против Рима. По мнению К. Ревяко, союз с Карфагеном был предопределён как наличием только одного направления для экспансии — в Римскую Сицилию, так и обременительностью для Сиракуз дружбы с Римом, которая постоянно требовала больших поставок зерна. К тому же после Канн сохранение этой дружбы грозило санкциями со стороны Карфагена.
Специалист по греческой тирании Г. Берве отмечает, что Гиероним ничего не изменил в структуре монархии, унаследованной от деда, и упоминания о его жестокости могут быть связаны с вынужденными репрессиями против той части олигархии, которая ориентировалась на Рим.